# Juncus anceps
Espèce
Juncus anceps, de noms communs Jonc à deux faces, Jonc aplati, Jonc à deux tranchants, Jonc à feuilles aplanies ou Jonc à feuilles tranchantes, est une espèce de plantes vivace de la famille des Juncaceae et du genre Juncus, originaire d'Europe et d'Afrique du Nord.

## Description

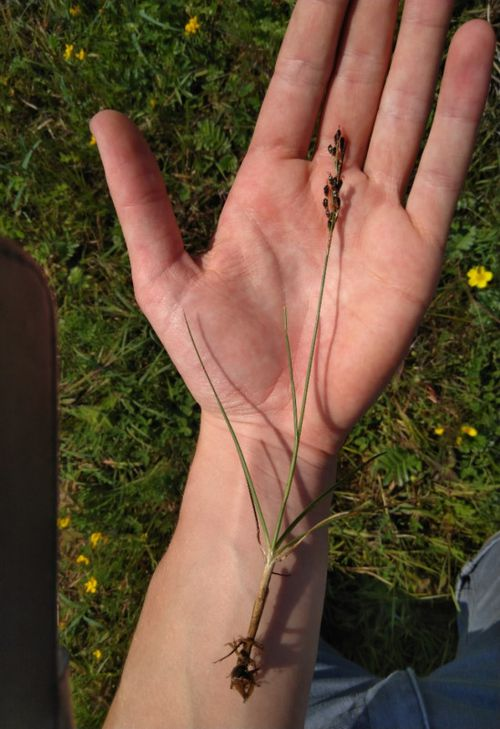
Comparaison avec une main d'homme.

### Appareil végétatif
Le Jonc aplati est une plante vivace de 30 à 80 cm de hauteur, à tige dressée, feuillées, très comprimées et à longs stolons ; les tiges et les feuilles sont glabres, aplaties, noueuses, formant deux tranchants ; les feuilles sont présentes sur la plus grande partie de la tige, linéaires étroites, à longues gaines ; le limbe foliaire est épais, creux, avec des cloisons transversales saillantes.

### Appareil reproducteur

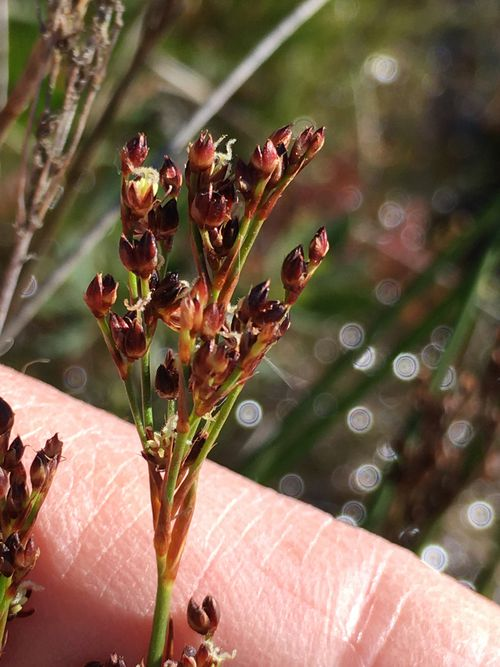
Inflorescence.

Les fleurs sont brunes, groupées par 2 à 6 en glomérules, formant une panicule à rameaux dressés, portées par des ramifications de la tige principale ; les étamines sont au nombre de six, à anthères un peu plus longues que le filet ; les tépales externes sont à marge scarieuse étroite, atténués en une pointe aiguë, à peine plus longs que les tépales internes très obtus, à marge scarieuse assez large. Le fruit est une capsule luisante ovoïde-oblongue, brusquement rétrécie en une pointe et dépassant faiblement les tépales. Les graines sont jaunes-brunâtres, oblongues ou plus ou moins fusiformes, striées en longueur. La floraison a lieu de juin à août dans le bassin parisien et de mai à juillet sur le littoral méditerranéen.

### Confusions possibles
L'étude précise de l'inflorescence, notamment des étamines, des capsules et des graines est nécessaire pour déterminer cette espèce.

## Habitat et écologie

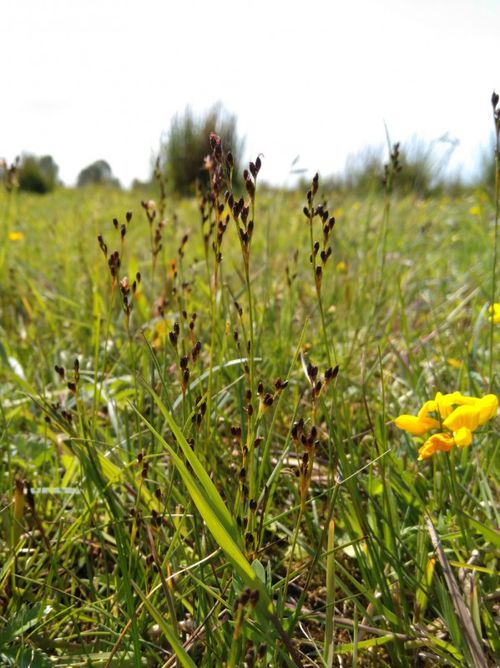
Dans son habitat, une prairie humide.

Juncus anceps est géophyte rhizomateux. Il peut être abondant sur ses localités ; il peut se développer rapidement sur un milieu propice, grâce aux ramifications des stolons. Il fréquente les dépressions humides des dunes maritimes, dans les endroits marécageux. Il ne s'élève pas au dessus de 800 m d'altitude.

## Répartition
Le Jonc aplati est présent en Europe occidentale et méditerranéenne occidentale et en Afrique du Nord ; l'espèce était anciennement présente au nord jusqu'en Belgique, d'où elle a disparu récemment. Elle est globalement très rare en France, et se maintient localement dans l'ouest de la France et la côte méditerranéenne.

## Menaces et conservation
C'est une espèce globalement très rare, ne se maintenant presque exclusivement que sur le littoral atlantique et méditerranéen. Elle est surtout en régression sur ses stations continentales, probablement du fait de la rudéralisation et de la régression de ses milieux. L'espèce est classée « espèce vulnérable » (VU) en Centre-Val-de-Loire, Poitou-Charentes et Rhône-Alpes.

## Synonymes
Juncus anceps a pour synonymes selon World Checklist of Selected Plant Families (WCSP) (11 décembre 2020) :
- synonymes homotypiques :
  - Juncus anceps var. genuinus Buchenau, Ber. Deutsch. Bot. Ges. 1: 493 (1883), not validly publ.
  - Juncus atricapillus subsp. anceps (Laharpe) K.Richt., Pl. Eur. 1: 181 (1890), not validly publ.
- synonymes hétérotypiques :
  - Juncus atricapillus Drejer ex Lange, Haandb. Danske Fl.: 212 (1851).
  - Juncus anceps var. congestus Lange, Haandb. Danske Fl., ed. 2: 237 (1856).
  - Juncus anceps var. sparsiflorus Lange, Haandb. Danske Fl., ed. 2: 237 (1856).
  - Juncus anceps var. atricapillus (Drejer ex Lange) Buchenau, Ber. Deutsch. Bot. Ges. 1: 493 (1883).
  - Juncus anceps subsp. herzegovinus Sagorski, Mitth. Thüring. Bot. Vereins, n.f., 16: 36 (1901).
  - Juncus anceps atricapillus (Drejer ex Lange) Asch. & Graebn., Syn. Mitteleur. Fl. 2(2): 475 (1904).
  - Juncus anceps f. coarctatus Lindq., Bot. Not. 1932: 351 (1932).
  - Juncus anceps f. herzegovinus (Sagorski) Lindq., Bot. Not. 1932: 351 (1932).
  - Juncus anceps f. pumilus Lindq., Bot. Not. 1932: 352 (1932).
  - Juncus alpinoarticulatus subsp. atricapillus (Drejer ex Lange) Reichg. in C.J.van Ooststroom & al., Fl. Neerl. 1(6): 193 (1964).